# Chloroclystis cata
Chloroclystis cata là một loài bướm đêm trong họ Geometridae.